# Geunbuk-myeon
Geunbuk-myeon (koreanska: 근북면) är en socken i kommunen Cheorwon-gun i provinsen Gangwon i den norra delen av Sydkorea, 90 km nordost om huvudstaden Seoul. 
Större delen av Geunbuk-myeon ligger i Koreas demilitariserade zon som gränsar till Nordkorea. Endast byn Yugok-ri har civil befolkning.